# Wiegand Liesegang
Wiegand Liesegang ist ein ehemaliger deutscher Handballspieler.
Als Jugendlicher spielte Liesegang, der in Krombach aufwuchs, beim TuS Ferndorf, zu seinen Mannschaftskameraden gehörte der später als Komponist bekannte Volker Bertelmann. Liesegang begann eine Offizierslaufbahn bei der Bundesmarine. Während seines Studiums der Elektrotechnik in Hamburg spielte er ab 1988 für den VfL Fredenbeck in der Handball-Bundesliga. Er gehörte bis 1991 dem Bundesliga-Aufgebot des VfL an. Beruflich wurde er später als Sachverständiger im Bereich Informationstechnik tätig.